# Бенуа, Алексей Леонтьевич
Алексе́й Лео́нтьевич Бенуа́ (1838, Санкт-Петербург — 25 мая [7 июня] 1902, Красноводск) — российский архитектор, работавший в Туркестане. Племянник архитектора Николая Бенуа — родоначальника российской ветви художников и архитекторов с фамилией Бенуа.

## Биография
Родился в семье чиновника Общества Царскосельской железной дороги Леонтия Леонтьевича Бенуа (1801—1885), который являлся старшим братом архитектора Николая Леонтьевича Бенуа (1813—1898). Дед будущего архитектора, Леонтий (Луи-Жюль-Сезар-Огюст) Николаевич Бенуа (1770—1822), приехал из Франции в 1794 г. и женился на фрейлине Екатерине (Анне-Катерине) Андреевне Гропп из многочисленной немецкой семьи лейб-медика.
После окончания немецкой школы Петришуле при лютеранской церкви Святых Апостолов Петра и Павла Алексей Бенуа поступил в Императорскую Академию художеств и успешно её закончил 12 сентября 1865 года в звании «свободного художника с правом производить строения и вступления на службу, какую пожелает». Бенуа обратился с просьбой к императору Александру II «об определении его на службу в распоряжение Туркестанского генерал-губернатора». Просьба была удовлетворена.
C июня 1874 года он поступил «на службу по военно-народному управлению» в канцелярию Туркестанского генерал-губернатора К. П. фон-Кауфмана. C 8 февраля 1875 года он был назначен членом Сыр-Дарьинской строительно-дорожной комиссии, которая руководила всей застройкой Ташкента.
Алексей Леонтьевич Бенуа был командирован на два года (1875—1877) в распоряжение военного губернатора Семиреченской области в город Верный (Алма-Ата), где он также занимался архитектурно-строительными работами.
В 1878 году А. Л. Бенуа вернулся в Ташкент, когда в Туркестанском крае при областных правлениях стали организовывать строительные отделения, возглавляемые военными инженерами, и А. Л. Бенуа был назначен на должность младшего архитектора Сырдарьинской области.
В апреле 1879 года Алексей Леонтьевич Бенуа оставил государственную службу «по семейным обстоятельствам» и в это же время в силу ряда обстоятельств не смог получить звания классного художника 3 степени.
В течение почти четырёх лет он работал в Ташкенте как частный архитектор. В конце 1882 года А. Л. Бенуа был снова назначен на государственную службу на должность младшего архитектора Заравшанского округа в Самарканде, где он проработал четыре года.
В 1890 году для кустарно-промышленная выставки, открывшейся в городском саду и приуроченной к празднованию 25-летия присоединения Ташкента по проекту А. Л. Бенуа (совместно с инженером Е. П. Дубровиным) были сооружены входные ворота со стороны Константиновского сквера.
Последние годы жизни А. Л. Бенуа служил архитектором Туркестанского таможенного округа в Красноводске.
Наиболее известными зданиями, выполненными по проектам архитектора, являются Дворец эмира Бухарского (Каган, 1898), Дворец Великого князя Николая Константиновича Романова (совместный проект с В. С. Гейнцельманом, Ташкент, 1891), Евангелистско-лютеранская церковь (Кирха) (Ташкент, 1899), Церковь Александра Куштского (Янги Чиназ, 1893).
Умер в Красноводске 25 мая (по старому стилю) 1902 года.